# Siège d'Odawara (1590)
Pour les articles homonymes, voir Siège d'Odawara.

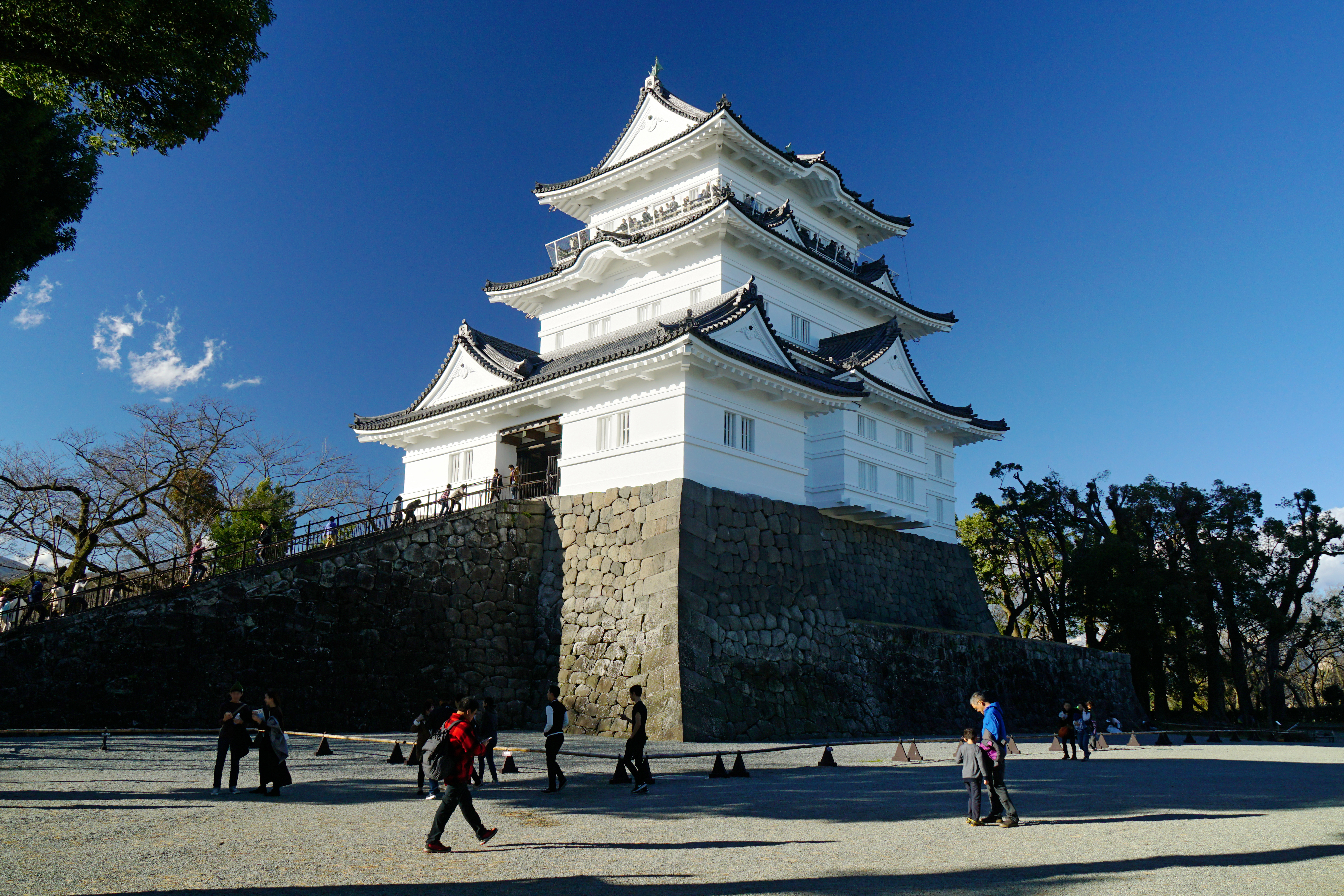
Château d'Odawara.

Le troisième siège d'Odawara est une action menée le 4 août 1590 contre le clan Go-Hōjō.

## Vue d'ensemble
Le troisième siège d'Odawara eut lieu en 1590 et fut le point culminant de la campagne de Toyotomi Hideyoshi visant à éliminer le clan Go-Hōjō qui menaçait son pouvoir.
Durant les mois menant au siège, à mesure que les intentions d'Hideyoshi se faisaient plus claires, des améliorations hâtives mais néanmoins majeures aux défenses du château furent effectuées. Ainsi, malgré l'ampleur des forces levées par Hideyoshi, le siège ne donna lieu qu'à peu de combats.

## Déroulement
La gigantesque armée de Toyotomi Hideyoshi encercla le château lors d'un siège baptisé « le siège le moins conventionnel de l'histoire des samouraïs ». Ses hommes étaient divertis de toutes les façons possibles et imaginables : concubines, prostituées, musiciens, acrobates, cracheurs de feux et jongleurs. Dans le même temps, les soldats adverses, en dormant sur les remparts avec leurs arquebuses et leurs armures, découragèrent toute attaque malgré leur faible nombre.
Ce siège consista ainsi essentiellement à affamer l'ennemi selon les tactiques traditionnelles. Seules quelques escarmouches éclatèrent autour du château, comme lorsqu'un groupe de mineurs de la province de Kai creusèrent un tunnel sous les remparts, permettant aux hommes de Ii Naomasa d'y pénétrer.

## Reddition
Après trois mois, les Hōjō se rendirent face à leurs écrasants adversaires, manquant vraisemblablement cruellement de provisions. Tokugawa Ieyasu, un des généraux principaux d'Hideyoshi, fut placé à la tête du domaine des Hōjō. Bien qu'Hideyoshi n'ait pu le deviner à l'époque, ce nouveau territoire se révélera être un tremplin majeur pour Tokugawa dans ses futures entreprises militaires et son accession au shogunat.

## Suites
En plus de la prise du château d'Odawara, Hideyoshi vainquit les Hōjō à leurs avant-postes de Hachioji, Yorii et Shizuoka dans la partie sud-ouest du Kantō.
Au cours de cette campagne, les Chiba, alliés des Hōjō dans le Shimōsa, virent également tomber le château de Sakura aux mains de Honda Tadakatsu et Sakai Ietsugu de l'armée de Tokugawa. Chiba Shigetane, le daimyo du clan Chiba, livra le château aux forces de l'assiégeant à condition que son clan ne soit pas supprimé. Les Chiba furent certes privés de la plupart de leurs possessions, mais beaucoup de leurs membres les plus importants purent entrer au service du vassal de Tokugawa, Ii Naomasa, en remerciement de l'aide qu'il avait reçu des années auparavant pendant l'occupation par Takeda Katsuyori du château de Tsutsujigasaki.